# Jota Capricorni
Jota Capricorni (ι Capricorni, förkortat Jota Cap, ι Cap), som är stjärnans Bayer-beteckning, eller 32 Capricorni, är en ensam stjärna i den mellersta delen av stjärnbilden Stenbocken. Den har en skenbar magnitud på +4,95 och är synlig för blotta ögat där ljusföroreningar ej förekommer. Baserat på parallaxmätningar i Hipparcos-uppdraget på ca 16,6 mas beräknas den befinna sig på ca 197 ljusårs (60 parsek) avstånd från solen. På det beräknade avståndet minskar stjärnans skenbara magnitud med 0,08 enheter genom en skymningsfaktor orsakad av interstellärt stoft.

## Egenskaper
Jota Capricorni är en gul till vit jättestjärna av spektralklass G8 III. Den har en massa som är ca 2,9 gånger större än solens, en radie som är nästan 11 gånger större än solens och utsänder ca 83 gånger mera energi än solen från dess fotosfär vid en effektiv temperatur på ca 5 200 K.
Jota Capricorni är en roterande variabel av BY Dra-typ. Den har skenbar magnitud +4,95 och varierar i amplitud 0,06 utan någon påvisad periodicitet.
Jota Capricorni är en kromosfäriskt aktiv stjärna med en longitudinell magnetfältstyrka på 8,3 ± 0,6 G och en röntgenstrålning på 4 482 × 1030 erg/s. Den aktiva och fotometriska variationen av stjärnan medger en uppskattning av stjärnans rotationsperiod till 68 dygn.